# Peter Clark (Rennfahrer, 1948)

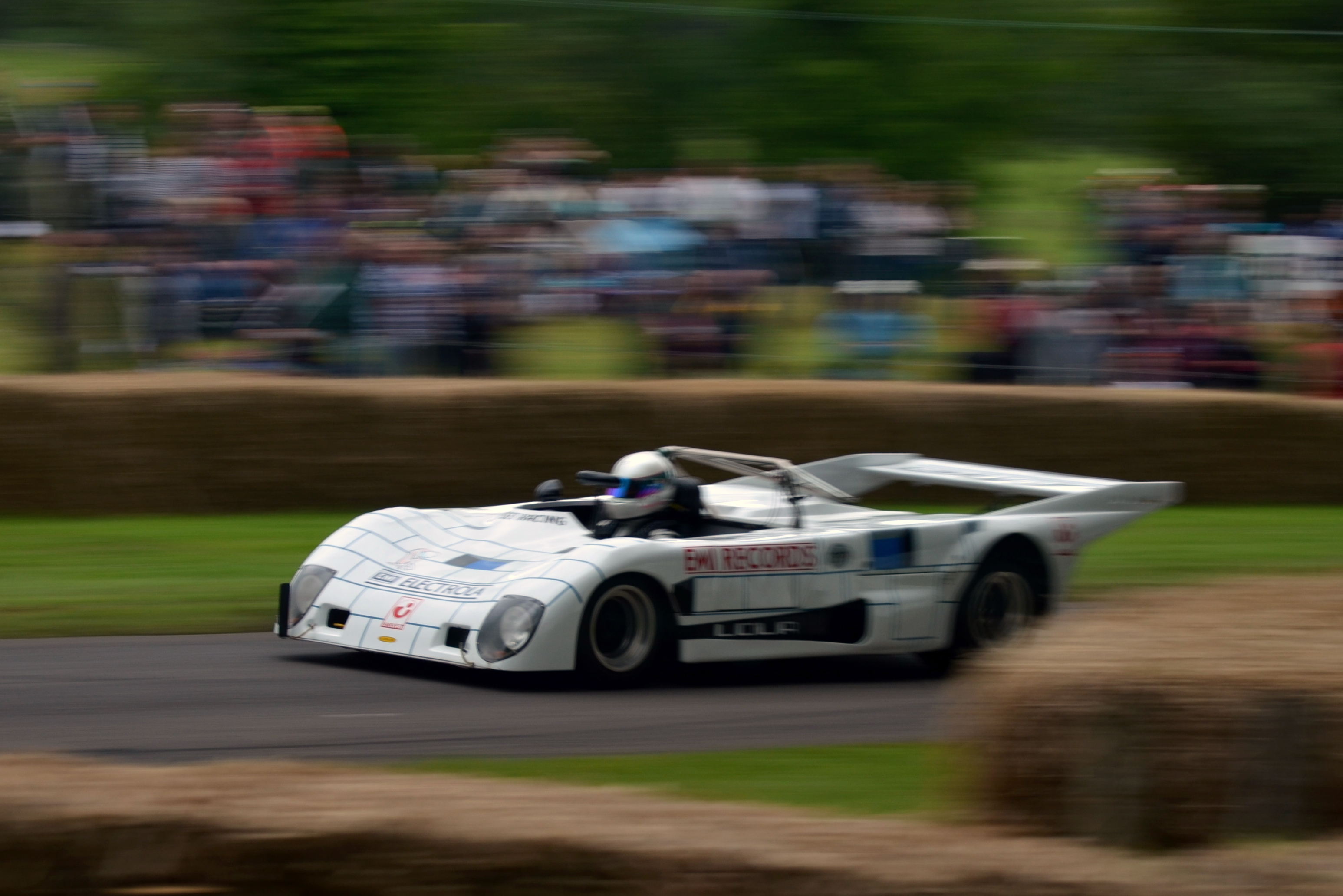
Der von Peter Clark beim 24-Stunden-Rennen von Le Mans 1980 gefahrene Lola T297

Peter Clark (* 2. April 1948 in Welburn; † 4. Mai 1996 in Biggleswade) war ein britischer Autorennfahrer.

## Karriere als Rennfahrer
Peter Clark war drei Jahrzehnte im Sportwagensport aktiv und fuhr 1967 sein erstes internationales Rennen. Beim 1000-km-Rennen auf dem Nürburgring fuhr er einen TVR Grantura 1800 S, kam nach einem Schaden an der Antriebswelle aber nicht ins Klassement. Clark startete neben der regelmäßigen Teilnahme an britischen GT- und Sportwagenrennen bei den Veranstaltungen der Sportwagen-Weltmeisterschaft, die auf britischen Rennstrecken stattfanden.
Erfolgreich war Peter Clark beim 24-Stunden-Rennen von Spa-Francorchamps. Nach einem vierten Gesamtrang 1978 und einem Fünften 1980 kam er 1981 gemeinsam mit Vince Woodman und Jonathan Buncombe auf einem Ford Capri III 3.0S als Gesamtdritter ins Ziel.

## Statistik

### Le-Mans-Ergebnisse
| Jahr | Team                     | Fahrzeug  | Teamkollege    | Teamkollege | Platzierung | Ausfallgrund |
| ---- | ------------------------ | --------- | -------------- | ----------- | ----------- | ------------ |
| 1980 | Dorset Racing Associates | Lola T297 | Martin Birrane | Nick Mason  | Rang 22     |              |

### Einzelergebnisse in der Sportwagen-Weltmeisterschaft
| Saison | Team                                   | Rennwagen                       | 1   | 2   | 3   | 4   | 5   | 6   | 7   | 8   | 9   | 10  | 11  | 12  | 13  | 14  | 15  | 16  | 17  |
| ------ | -------------------------------------- | ------------------------------- | --- | --- | --- | --- | --- | --- | --- | --- | --- | --- | --- | --- | --- | --- | --- | --- | --- |
| 1967   | Peter Clark Ted Worswick               | TVR Grantura Austin-Healey 3000 | DAY | SEB | MON | SPA | TAR | NÜR | LEM | HOK | MUG | BRH | CCE | ZEL | OVI | NÜR |     |     |     |
| 1967   | Peter Clark Ted Worswick               | TVR Grantura Austin-Healey 3000 |     |     |     |     |     | DNF |     |     |     | DNF |     |     |     |     |     |     |     |
| 1974   | Peter Clark                            | Chevron B23                     | MON | SPA | NÜR | IMO | LEM | ZEL | WAT | LEC | BRH | KYA |     |     |     |     |     |     |     |
| 1974   | Peter Clark                            | Chevron B23                     |     |     |     |     |     | 18  |     |     |     |     |     |     |     |     |     |     |     |
| 1977   | Gordon Spice Dorset Racing             | Ford Capri Lola T294            | DAY | MUG | DIJ | MON | SIL | NÜR | VAL | PER | WAT | EST | LEC | MOS | IMO | SAL | BRH | HOK | VAL |
| 1977   | Gordon Spice Dorset Racing             | Ford Capri Lola T294            |     |     |     |     | 15  |     |     |     |     | DNF |     |     |     |     |     |     |     |
| 1979   | Dorset Racing Associates               | Lola T297                       | DAY | SEB | MUG | TAL | DIJ | RIV | SIL | NÜR | LEM | PER | DAY | WAT | SPA | BRH | ROA | VAL | ELS |
| 1979   | Dorset Racing Associates               | Lola T297                       |     |     |     |     |     |     |     |     |     |     | DNF |     |     |     |     |     |     |
| 1980   | Dorset Racing Associates Equipe Esso   | Lola T297 Ford Capri            | DAY | BRH | SEB | MUG | MON | RIV | SIL | NÜR | LEM | DAY | WAT | SPA | MOS | ROA | VAL | DIJ |     |
| 1980   | Dorset Racing Associates Equipe Esso   | Lola T297 Ford Capri            |     | DNF |     |     |     |     | DNF |     | 22  |     |     | 15  |     |     |     |     |     |
| 1981   | Dorset Racing Associates Vince Woodman | Lola T297 Ford Capri            | DAY | SEB | MUG | MON | RIV | SIL | NÜR | LEM | PER | DAY | WAT | SPA | MOS | ROA | BRH |     |     |
| 1981   | Dorset Racing Associates Vince Woodman | Lola T297 Ford Capri            |     |     |     |     |     | 16  |     |     |     |     |     | 3   |     |     |     |     |     |